# David Thomson
David Thomson (Aberdeen, 28 mei 1961) is een golfer uit Schotland. Hij is de zoon van golfcoach Alan Thomson.

## Professional
Thomson werd in 1979 professional. Hij werd golfleraar en speelde toernooien. Zijn topjaar werd 1997, hij won enkele nationale toernooien en de Tourschool, waarna hij in 1998 op de Europese PGA Tour speelde. Dat werd geen succes, in 19 toernooien verdiende hij nog geen € 5.000 aan prijzengeld. Hij bleef coach en had onder meer Ernie Els en Greg Norman op de mat.
Hij gaf les op de The Carnegie Club in Dornoch, in 1898 door John Sutherland als 9-holes golfbaan aangelegd op het landgoed van Andrew Carnegie, die op kasteel Skibo woonde. De baan werd na Carnegie's dood verwaarloosd maar in 1990 door Donald Steel en Tom Mackenzie geheel gerenoveerd.
In 2012 speelde hij op het Van Lanschot Senior Open.

### Gewonnen
- 1997: Northern Open, Nationaal Kampioenschap Matchplay,